# Mezzetta
Die Mezzetta, auch Mezetta (Mehrzahl: Mezzette),  war ein italienisches  Volumenmaß im Großherzogtum Toskana das als Getreidemaß, Ölmaß und Weinmaß verwendet wurde.

## Getreidemaß
- 1 Mezzetta = 2 Quartucci = 76  ¾ Pariser Kubikzoll = 1,5 Liter
- 2 Mezzette = 1 Metadello
- 4 Mezzette = 1 Quarto
- 8 Mezzette = 1 Mina
- 16 Mezzette = 1 Stajo
- 48 Mezzette = 1 Sacco

## Ölmaß
- 1 Mezzetta/Ölmezzetta = 2 Quartucci = 26 ⅓ Pariser Kubikzoll = 7/13  Liter
- 4 Mezzette 1 Fiasco/Flasche
- 64 Mezzette = 1 Barile da olio/Ölbaril

## Weinmaß
- 1 Mezzetta/Weinmezzetta = 2 Quartucci = 57 9/20 Pariser Kubikzoll = 1 ⅛ Liter
- 2 Mezzette = 1 Fiasco
- 40 Mezzette = 1 Barile da vino/Weinbaril